# Adrien Bokele Djema
Adrien Bokele Djema, né le 27 octobre 1964 à Dekese dans la province du Kasaï en république démocratique du Congo, est un homme politique du Congo.

## Biographie
Adrien Bokele est né dans la ville de Bolonga au centre du territoire de Dekese dans la province du Kasaï-Occidental, le 27 octobre 1964. Fils de Gomère Djema et de Ndongo Ambemba, il fait ses études primaires et secondaire au centre Maman-Mobokoli de Bolonga. Il termine premier de sa promotion aux examens de fin d'études secondaire et intègre la faculté d’économie politique de l’université de Kisangani (UNIKIS). Il y obtient une licence avec mention. Il est par la suite conseiller du directeur général de la SOZIR, René Issekenanga Ikeka.
Adrien Bokele est vice-ministre de l'Enseignement supérieur et universitaire, directeur général adjoint, puis directeur général par intérim de la Société nationale d'assurance (SONAS). Il est ensuite nommé ministre provincial des Travaux publics de la province du Kasaï, après qu'on lui ait confié le portefeuille de l'Agriculture de cette même province.
Membre de l'Union sacrée de la Nation, il est chef de la délégation des élus du Front commun pour le Congo (FCC) dans la nouvelle coalition du président Félix Tshisekedi.
Élu député national du territoire de Dekese dans la Province du Kasaï, il est nommé ministre de la Pêche et de l'Élevage en avril 2021.
Adrien Bokele est marié à la députée Jolie Mpembe Bomona et ont 7 enfants ensemble.[réf. nécessaire]